# Otón de Ballenstedt
Otón, Conde de Ballenstedt llamado Otto el Rico (c. 1070-9 de febrero de 1123), fue el primer príncipe de la casa de Ascania en titularse conde de Anhalt y brevemente fue nombrado duque de Sajonia. Fue el padre de Alberto el Oso, quien más tarde conquistó Brandeburgo de los eslavos y se llamó a sí mismo su primer Margrave.
Otón era el hijo mayor de Adalberto II, conde de Ballenstedt y Adeleida, hija de Otón I, margrave de Meissen. Tras la muerte de su suegro, Magnus, duque de Sajonia en 1106, Otón heredó una parte significativa de sus propiedades y esperaba sucederle como duque. Sin embargo, Lotario de Supplinburg fue nombrado duque en su lugar.
En 1112, después de la destitución de Lotario, Otón fue nombrado duque de Sajonia por el emperador Enrique V, sin embargo, ese mismo año entró en una disputa con el emperador y fue despojado de su título ducal. Posteriormente se alió con Lotario y le ayudó a derrotar a Hoyer I, conde de Mansfeld, quien había sido nombrado duque de Sajonia por el emperador en 1115.
Otto conquistó las áreas alrededor de Zerbst y Salzwedel de los eslavos y mantuvo su apoyo a Lotario cuando se convirtió en rey en 1125. También reclamó sus derechos sobre el condado de Weimar-Orlamünde, de la que su madre era el heredero.

## Matrimonio y descendencia
Otón se casó con Eilika, hija de Magnus de Sajonia antes de 1095. Tuvieron los siguientes hijos:
- Alberto, Margrave de Brandeburgo (1100-1170).
- Adeleida (m. 1139), casó sucesivamente con Enrique IV, Conde de Stade, y en 1139 con Werner, Conde de Osterburgo.